# Кыртыпъях
Кыртыпъях — река в России, протекает по Ханты-Мансийскому АО. Устье реки находится в 53 км по правому берегу реки Ватинский Ёган. Длина реки составляет 87 км, площадь водосборного бассейна — 957 км².

## Притоки
- 20 км: Нинъёган
- 53 км: Ай-Кыртыпъях
- 64 км: Окунёвая

## Данные водного реестра
По данным государственного водного реестра России относится к Верхнеобскому бассейновому округу, водохозяйственный участок реки — Обь от впадения реки Вах до города Нефтеюганск, речной подбассейн реки — Обь ниже Ваха до впадения Иртыша. Речной бассейн реки — (Верхняя) Обь до впадения Иртыша.